# Stadion Vicente Calderón
Stadion Vicente Calderón (špa.: Estadio Vicente Calderón) je bivši dom španjolskog nogometnog kluba Atlética iz Madrida.
Prijašnje ime stadiona bilo je Manzanares, ali je poslije preimenovano u čast predsjednika kluba, Vicentea Calderóna. Sjedala na stadionu su crveno-bijela, a te boje su zaštitne boje kluba. Nalazi se u Arganzueli, kvartu Madrida te je ponekad na njemu igrala izabrana vrsta Španjolske.
Godine 2003. stadion je od UEFA-e dobio ocjenu od pet zvjezdica te je time postao prvi španjolski stadion s tom ocjenom.

## O stadionu
Javier Barroso je 17. ožujka 1961. kupio zemljište za izgradnju novog stadiona, jer je dotadašnji stadion, Estadio Metropolitano de Madrid, postao trošan te je iz UEFA-e došao naputak da se broj gledateljskih mjesta smanji. Dana 2. listopada 1966. stadion je svečano otvoren pod imenom Estadio Manzanares. Utakmica otvaranja bila je protiv Valencije i završila je neodlučeno, 1:1. Manzanares bio je prvi stadion u Španjolskoj koji je imao puni sjedeći kapacitet i nije bilo stojećih tribina kao kod ostalih stadiona. Stadion je na otvaranju imao kapacitet od 62 000 gledatelja, ali je taj broj kasnije smanjen. 
Prvi gradski derbi, poznat kao El madrileño, odigran je 16. travnja 1967. i završio je remijem, 2:2. 
Na zasjedanju Glavne skupštine kluba, 14. srpnja 1971., donesena je odluka da se stadion Manzanares preimenuje u stadion Vicente Calderón, po tadašnjem predsjedniku kluba. 

## Vanjske poveznice
- Club Atlético de Madrid - stadium page on official website
- Stadium featured on Estadios de Espana
- Vicente Calderon Stadium photos (ENG)  Arhivirana inačica izvorne stranice od 27. studenoga 2020. (Wayback Machine)
- Collection of spanish stadiums (GER)